# Marañóntrast
Marañóntrast (Turdus maranonicus) är en fågel i familjen trastar inom ordningen tättingar.

## Utseende och läte
Marañontrasten är en brunaktig trast med en kroppslängd på 12,5 cm. Ovansidan är brun med mörkare fjäderkanter som ger den ett fjälligt utseende. Undersidan är vit med mörkbruna fjäderspetsar. Näbben är grågrön och benen gråaktiga. Sången beskrivs som typiskt trastlik, jämfört med svartnäbbad trast långsammare med mer böjda toner.

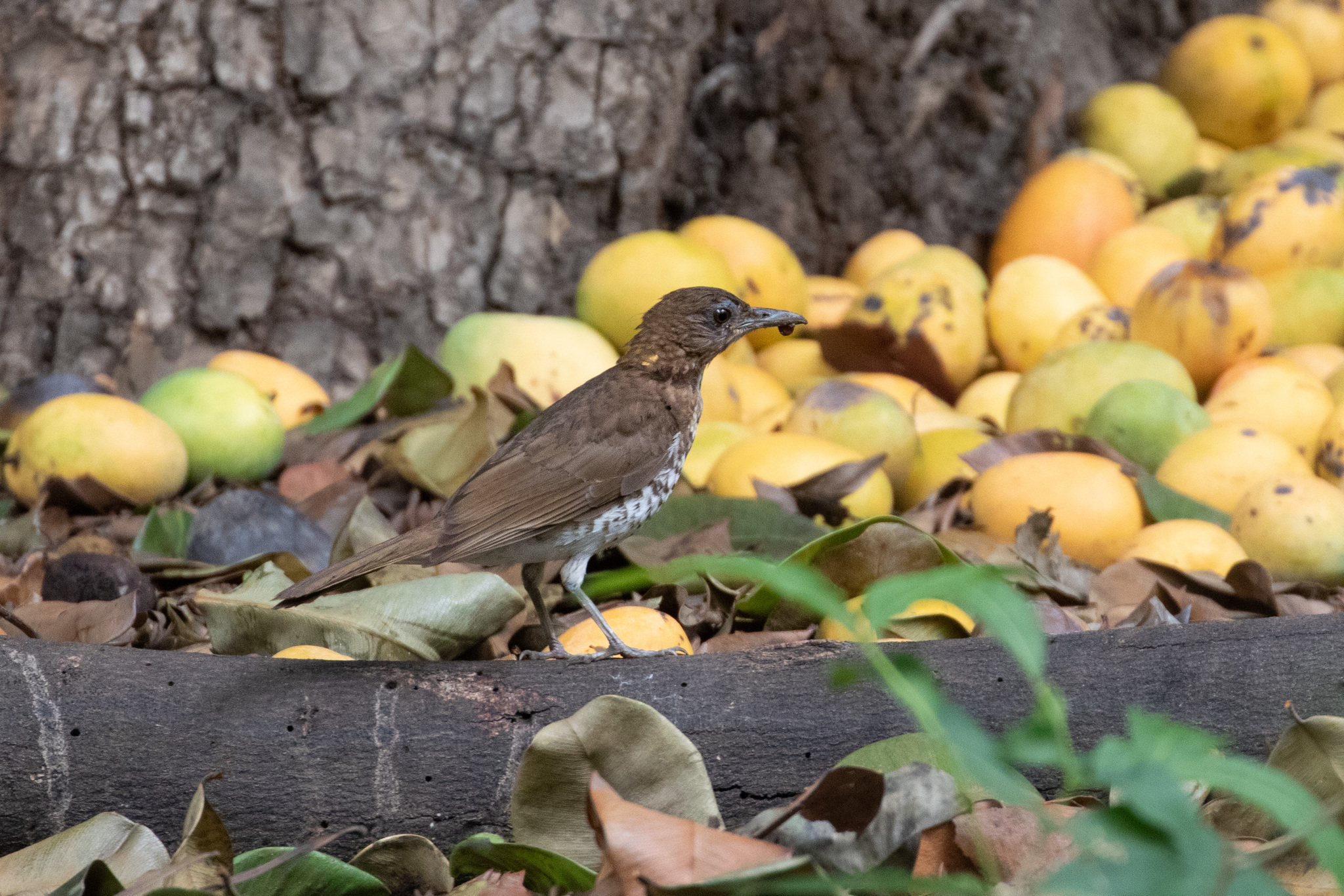

## Utbredning och systematik
Fågeln förekommer i norra Peru i övre Marañón-dalen och angränsande Ecuador. Den behandlas som monotypisk, det vill säga att den inte delas in i några underarter.

## Levnadssätt
Marañontrasten är känd från buskmarker och öppet skogslandskap, men även trädgårdar, på mellan 200 och 2000 meters höjd. Varken föda eller häckningsbiologi är känd. Den ses födosöka på marken, ibland i det öppna på plöjda åkrar och gräsmarker. Dagtid är den framför allt trädlevande.

## Status och hot
Arten tros minska i antal, dock inte tillräckligt kraftigt för att den ska betraktas som hotad. Internationella naturvårdsunionen IUCN listar därför arten som livskraftig (LC).